# Spálov
Spálov (in tedesco Sponau) è un comune mercato della Repubblica Ceca facente parte del distretto di Nový Jičín, nella regione di Moravia-Slesia.